# Rangers Women's Football Club
Il Rangers Women's Football Club, precedentemente Rangers Ladies Football Club, è una società di calcio femminile scozzese con sede nella città di Glasgow. Affiliata all'omonimo club maschile, milita nella Scottish Women's Premier League, la massima divisione del campionato scozzese di categoria.

## Palmarès
- Campionato scozzese: 1

2021-2022
- Campionato scozzese femminile di seconda divisione: 1

2009

## Organico

### Rosa 2022
Rosa, ruoli e numeri di maglia come da sito ufficiale, aggiornati al 30 luglio 2022.
| N. |                             | Ruolo | Calciatrice        |
| -- | --------------------------- | ----- | ------------------ |
| 1  | Scozia (bandiera)           | P     | Jenna Fife         |
| 2  | Scozia (bandiera)           | D     | Nicola Docherty    |
| 4  | Scozia (bandiera)           | D     | Kathryn Hill       |
| 5  | Danimarca (bandiera)        | D     | Janni Arnth Jensen |
| 6  | Paesi Bassi (bandiera)      | C     | Tessel Middag      |
| 7  | Scozia (bandiera)           | A     | Brogan Hay         |
| 8  | Germania (bandiera)         | C     | Dina Orschmann     |
| 9  | Scozia (bandiera)           | A     | Zoe Ness           |
| 10 | Giamaica (bandiera)         | A     | Kayla McCoy        |
| 11 | Irlanda del Nord (bandiera) | A     | Megan Bell         |
| 12 | Scozia (bandiera)           | D     | Rachel McLauchlan  |

| N. |                          | Ruolo | Calciatrice          |
| -- | ------------------------ | ----- | -------------------- |
| 13 | Scozia (bandiera)        | A     | Jane Ross            |
| 15 | Scozia (bandiera)        | A     | Lizzie Arnot         |
| 18 | Scozia (bandiera)        | C     | Chelsea Cornet       |
| 19 | Scozia (bandiera)        | C     | Laura McCartney      |
| 20 | Finlandia (bandiera)     | C     | Jenny Danielsson     |
| 21 | Scozia (bandiera)        | A     | Kirsty Howat-Thomson |
| 22 | Nuova Zelanda (bandiera) | P     | Victoria Esson       |
| 23 | Scozia (bandiera)        | C     | Kirsty Maclean       |
| 24 | Scozia (bandiera)        | C     | Sam Kerr             |
| 26 | Scozia (bandiera)        | A     | Jodi McLeary         |
| 32 | Scozia (bandiera)        | C     | Hannah Jordan        |